# Pastorale américaine
« American Pastoral » redirige ici. Pour l'adaptation cinématographique d'Ewan McGregor, voir American Pastoral (film).
Pastorale américaine (titre original : American Pastoral) est un roman de l'écrivain américain Philip Roth paru en 1997. Ce sixième volume du cycle Nathan Zuckerman relate la vie de Seymour « Swede » Levov, homme d'affaires juif américain de Newark (New Jersey) et ancienne vedette sportive du lycée de Zuckerman, dont la vie bourgeoise heureuse et sans heurt est confrontée aux tourments politiques et sociaux des États-Unis des années 1960. Il s'agit du premier volet de sa « trilogie américaine », avant J'ai épousé un communiste (I married a communist 1998) puis La Tache (The Human Stain, 2000).
Pastorale américaine a valu à son auteur le prix Pulitzer de la fiction 1998, principale reconnaissance littéraire américaine, ainsi que le Prix du Meilleur livre étranger décerné à la traduction française de Josée Kamoun (2000). Le roman a également fortement contribué à la National Medal of Arts remise à Philip Roth par le président Bill Clinton en 1998. Pastorale américaine a par ailleurs été placé en 2003 par le critique britannique Robert McCrum en 99e place des « 100 plus grands romans de tous les temps », sélectionné parmi les cent plus grands romans de tous les temps selon le Time Magazine en 2005, et parmi les romans figurant (à la seconde place) au classement des meilleurs romans américains des vingt-cinq dernières années par le supplément littéraire du New York Times en 2006 (remporté par Beloved de Toni Morrison).

## Résumé
Les chemins de Nathan Zuckerman et de Seymour « Swede » Levov se croisent de nouveau bien des années après le lycée. Contacté par l'ancienne idole sportive du lycée, de quelques années son aîné, bourgeois du quartier de Weequahic, à Newark, Zuckerman se voit demander de contribuer à l'écriture d'un ouvrage en mémoire du père de Seymour, Lou Levov, fondateur de la ganterie Newark Maid qu'il dirige désormais. Mais quelque temps plus tard, à l'occasion d'une réunion d'anciens élèves, Zuckerman croise Jerry Levov, le frère cadet de Seymour, qui lui annonce la mort de ce dernier.
Dès lors le récit se polarise sur Seymour Levov, le narrateur Zuckerman se confondant avec l'auteur. Qui est vraiment Seymour, parfaite incarnation de la réussite américaine, fils modèle, patron aimé de ses employés, époux de Dawn Dwyer, américaine de la communauté irlandaise (donc non-juive), et ex-miss New Jersey en 1949 ? Ce qu'apprend Jerry à Zuckerman, c'est l'événement qui ébranle ce tableau parfait. En 1968, la fille du couple, Merry Levov, seize ans, révoltée contre la guerre du Viêt Nam, commet un attentat dans la poste locale, provoquant un mort, et prend la fuite. La pastorale américaine est ce « paradis perdu » d'une vie sans heurt, illusion dont le corollaire, l'aveuglement d'un père face à l'embrigadement de sa fille, mène finalement au chaos. Un aveuglement entretenu par Levov, malgré une suite d'événements contraires (notamment la dépression puis l'adultère de sa femme) il reste le seul à se convaincre de la possibilité de l'innocence de Merry, et d'un retour au bonheur perdu.
Ce n'est qu'en 1973 qu'il retrouve sa fille lors d'une entrevue secrète qui lui fait réaliser la cruelle réalité : sa fille a mené pendant cinq ans la vie d'une terroriste, d'une asociale, par choix, par rejet total d'une société, d'un modèle qu'il incarne. La pastorale américaine est bien définitivement, irrémédiablement perdue.

## Éditions
- Première édition : American Pastoral, Boston (Mass.) / New York, Houghton Mifflin, 1997
- Traduction française de Josée Kamoun : Pastorale américaine, Paris, Gallimard, coll. « Du monde entier », 1999
  - Rééd. coll. « Folio », 2001
- Version livre audio aux éditions Gallimard (coll. Écoutez lire) en 2020,  (ISBN 978-2-07-286226-7). Roman lu par Pierre-François Garel de la traduction française de Josée Kamoun.

## Adaptation
En 2014 le roman est adapté au cinéma sous le même titre, American Pastoral, par Ewan McGregor.